# Alassane Meité
Alassane Meité (Nimbo, 21 settembre 1991 – Abidjan, 2 agosto 2017) è stato un cestista ivoriano.

## Carriera
Con la Costa d'Avorio ha preso parte ai Campionati africani 2015, segnando 7 punti in 5 partite.